# شب سمور
شب سمور فیلم‌نامه‌ای از بهرام بیضایی است از سالِ ۱۳۵۹. بر اساسِ این فیلم‌نامه فیلمِ خط قرمز (۱۳۶۰) ساخته شده است.

## متن
شب سمور به سالِ ۱۳۵۹ نگاشته شد و نخستین بار در نیمهٔ دوّمِ ۱۳۶۰ در شمارهٔ یکُمِ کتاب چراغ منتشر شد. سپس‌تر، سالِ ۱۳۶۶، متنِ بازنگری‌شده‌ای از کار به صورتِ کتابی توسّطِ انتشاراتِ عکس معاصر طبع شد.

## داستان
داستان یک جشنِ عروسی و شبِ پس از آن را در پاییزِ ۱۳۵۵ نشان می‌دهد.

### خلاصه
جشنِ عروسیِ لاله است با آقای امانی: جشنی کوچک با شرکای امانی و همسرانشان و خواهر و شوهرخواهرش و نیز پدر و مادر و پسرداییِ لاله و دوستش و همسرِ او. در جریانِ جشن تلفن بارها به صدا درمی‌آید و کسی از پشتِ خط امانی را می‌خواهد. پس از مهمانی، امانی لاله را در خانه تنها می‌گذارد و به بهانهٔ کارِ شبانه بیرون می‌زند. تا برگردد، لاله با چیزهایی که از خانه پیدا می‌کند، کم‌کم گمان می‌برد که امانی مأمورِ ساواک است و شرکا همکارانش. پس از بازگشتِ امانی شبِ سمور آغاز می‌شود: شبِ عروسیِ لاله شبِ شکنجه و کشتار می‌شود. ولی، در پایان، او که زنده می‌ماند لاله است.

## فیلم
سالِ ۱۳۵۹ بیضایی کوشید تا با امکاناتِ محدود این فیلم‌نامه را – که کمابیش از آغاز تا پایان در خانه‌ای می‌گذرد – به فیلم درآورد. ولی نشد.
سالِ بعد مسعود کیمیایی فیلمِ خط قرمز را با پروانهٔ نویسنده با اقتباس از شب سمور ساخت؛ که، به قولِ خسرو دهقان، «تا آنجا که به فیلمنامه بهرام بیضائی مربوط می‌شود خط و ربط استواری دارد».